# دواء TDIQ
TDIQ (المعروف أيضاً باسم 6،7-ميثيلينديوكسي-1،2، 3، -تيتراهيدرويسوكينولين أو MDTHIQ) هو دواء يستخدم في البحث العلمي، والذي لديه آثار مزيلة للقلق و قَهَمِيّة (أيّ مُفقِدة للشهيّة) في الحيوانات.
له تأثيرات غير عادية على الحيوانات، مع تعميم التأثيرات على الكوكايين وجزئياً إلى إكستاسي والإفيدرين، لكن الآثار لم تُعَمَّم على الأمفيتامينوTDIQ، أيّ ليس لديها أي تأثير منبه. ويُعتَقد أن هذه الآثار هي عن طريق ناهض جزئيّ العمل في مستقبلات ألفا-2 الأدرينالية، وقد اقترح TDIQ كدواء ممكن لعلاج إدمان الكوكايين.